# Întorsura Buzăului
Întorsura Buzăului è una città della Romania di 7212 abitanti, ubicata nel distretto di Covasna, nella regione storica della Transilvania
Fanno parte dell'area amministrativa anche le località di Brădet, Floroaia, Scrădoasa.
La città di Întorsura Buzăului si trova al confine con il Distretto di Brașov (6 km) sulla strada nazionale 10 che collega Brașov con Buzău.
A nord della città si trovano i monti Clăbucetele Întorsurii (1.000-1.200 m) ricoperti di foreste di latifoglie e di conifere ma anche prati di un cromatico speciale.
A est, l'Întorsura Buzăului è sorvegliata dalle montagne Buzău ea sud dal massiccio del Siriu - picco Siriu (1.657 m), picco Malaia.(1.662 m)
A ovest si innalzano le dolci vette dei monti Tătarul Mare e Tătarul Mic, ea sud le vette alte e ripide del massiccio di Ciucaș (picco Ciucaș, 1.954 m).